# Carlotta Brambilla Pisoni
Carlotta Brambilla Pisoni (Milano, 15 aprile 1965) è un'attrice e conduttrice televisiva italiana.

## Biografia
Inizia a lavorare negli anni ottanta nel mondo della pubblicità.
Il suo volto diventa popolare quando assume il ruolo di conduttrice dapprima del programma per ragazzi Caffellatte, in onda su Italia 1 in orario mattutino nel 1987 (presentato assieme al collega Roberto Ceriotti) e in seguito, dal 1989, di Bim Bum Bam, popolare programma Mediaset rivolto a bambini e ragazzi in onda in orario pomeridiano dapprima su Italia 1, poi promosso su Canale 5 e poi di nuovo spostato su Italia 1; Carlotta conduce il programma fino al 1990 assieme a Paolo Bonolis (sostituito poi da Ceriotti) e fino al 2000 con vari conduttori ,fra i quali  Carlo Sacchetti, Debora Magnaghi, Marco Bellavia, Manuela Blanchard, producendosi anche in molte parodie di celebri film e serie televisive all'interno del programma.
Nel 1989 partecipa, con tutto il cast di Bim Bum Bam, alla prima edizione del varietà del sabato sera di Canale 5 Sabato al circo.
Ha inoltre recitato come attrice, a partire dal 1986, nelle serie televisive ispirate al cartone animato Kiss Me Licia, che avevano come protagonista Cristina D'Avena: Love Me Licia, Licia dolce Licia, Teneramente Licia e Balliamo e cantiamo con Licia.
A partire dagli anni duemila, la sua attività si è concentrata prevalentemente nella conduzione di televendite Mediaset, spesso all'interno dei programmi di Gerry Scotti, oltre a continuare la sua professione di attrice di messaggi pubblicitari.
Dal 2018 diventa presentatrice per QVC Italia.

## Filmografia
- Love Me Licia – serie TV, 27 episodi (1986)
- Licia dolce Licia – serie TV, 32 episodi (1987)
- Teneramente Licia – serie TV, 27 episodi (1987)
- Balliamo e cantiamo con Licia – serie TV, 35 episodi (1988)

## Televisione
- Caffellatte (Canale 5, 1987-1988)
- Bim Bum Bam (Italia 1, 1989-1991, 1997-2000; Canale 5, 1991-1997)
- Sabato al circo (Canale 5, 1989-1990)
- L'allegria fa 90 (Canale 5, 1989)
- Evviva l'allegria (Canale 5, 1990)
- Luna Party (Canale 5, 1991)
- Buon Natale Bim Bum Bam (Canale 5, 1994-1995)
- QVC Italia, presentatrice (dal 2018)